# Serrat de Sant Isidre (les Llosses)
El Serrat de Sant Isidre és una muntanya de 1.151 metres que es troba al municipi de les Llosses, a la comarca catalana del Ripollès.